# Tom Wood
Thomas Andrew Wood (Coventry, 3 de noviembre de 1986) es un jugador británico de rugby que se desempeña como ala u octavo.

## Biografía
Debutó con la selección nacional inglesa el 4 de febrero de 2011 en un partido contra Gales en el Millennium Stadium, en el partido inaugural del Seis Naciones, el 4 de febrero de 2011. Después jugó en las victorias contra Italia y Francia.
Jugó los cinco partidos en los que Inglaterra logró el título del Seis Naciones, pero no el Grand Slam. Más tarde, ese mismo año 2011, fue elegido el mejor jugador de la liga Aviva Premiership en esa temporada.
Wood era una opción atractiva para un grupo inglés carente de velocidad pero no logró mantener su lugar durante la triste campaña de Inglaterra en la Copa Mundial de Rugby de 2011 en Nueva Zelanda. Cuando Inglaterra empezó una nueva época, bajo Stuart Lancaster, se pensó que podía ser capitán, pero una lesión le mantuvo fuera del Torneo de las Seis Naciones 2012. Luego apareció sólo cinco veces en la liga Premiership.
Ha destacado en el Torneo de las Seis Naciones 2013, saliendo como titular en las cinco jornadas. Fue el máximo de los placadores, con 70. El último partido que ha jugado es el de la victoria sobre Inglaterra el 16 de marzo de 2013, donde fue sustituido por Haskell en el minuto 67.
En 2015 es seleccionado para formar parte de la selección inglesa que participa en la Copa Mundial de Rugby de 2015.